# جيمس غراهام جنكينز
جيمس غراهام جنكينز (بالإنجليزية: James Graham Jenkins)‏ هو محامي وقاضي أمريكي، ولد في 18 يوليو 1834 في ساراتوغا سبرينغس في الولايات المتحدة، وتوفي في 6 أغسطس 1921 في ميلواكي في الولايات المتحدة.